# Музеј града Скопља
Музеј града Скопља (мкд. Музеј на град Скопје) се налази у центру града. Основан је 1949, а од 1970. његове главне просторије се налазе у делу адаптираном у старој железничкој станици која је делимично уништена у земљотресу 1963. године. Једна трећина зграде, која је остала релативно очувана, данас функционише као музеј који има површину од 4.500 м2, од чега 2.000 м2 заузима изложбени простор.
Од тада музеј повезује активности у области археологије, историје, етнологије и историје уметности града Скопља. Осим бављења системским истраживањима, прикупљањима, сортирањима, заштитом и очувањем, особље музеја бави се и стручном обрадом и научним проучавањем музејског материјала и јавном презентацијом путем изложби и тематских пројеката у земљи и иностранству.
Музеј поседује фонд од 21.950 музејских предмета распоређених у четири секције: археологија, историја, етнологија и историја уметности. Фундус музеја обухвата донацију од 182 фотографија доајена македонске уметничке фотографије, Благоја Дрнкова и донацију јапанске графике, укијо-е. Године 1991, Љубомир Белогаски предао је Музеју града Скопља 159 радова (углавном акварела). Ова збирка, са изузетном вредношћу и прва такве врсте у земљи, смештена је у новооснованој галерији у Музеју, која носи име донатора да чува успомену на њега на његов рад.
Шетња кроз прошлост је стална поставка у Музеју која обухвата период од праисторије до раног 20. века Скопља и околине. Отворени графички студио - МАК-ГРАФ отворен је 1994. и има међународни карактер, те је простор за одржавање контакта између уметника и публике, где графичари могу да стварају и излажу своје радове. У Старој чаршији су смештена одељења музеја: у Сули хану налази се стална изложба Историја старе скопске чаршије, Меморијални музеј Покрајинског комитета КПЈ и Спомен-музеј илегалне радионице оружја из НОБ-а.
Зграда старе железничке станице, у којој је сада Музеј, проглашена је делом значајне културне баштине Северне Македоније.